# IC 423
IC 423 — галактика типу EN (емісійна туманність) у сузір'ї Оріон.
Цей об'єкт міститься в оригінальній редакції індексного каталогу.